# Obertor (Guémar)

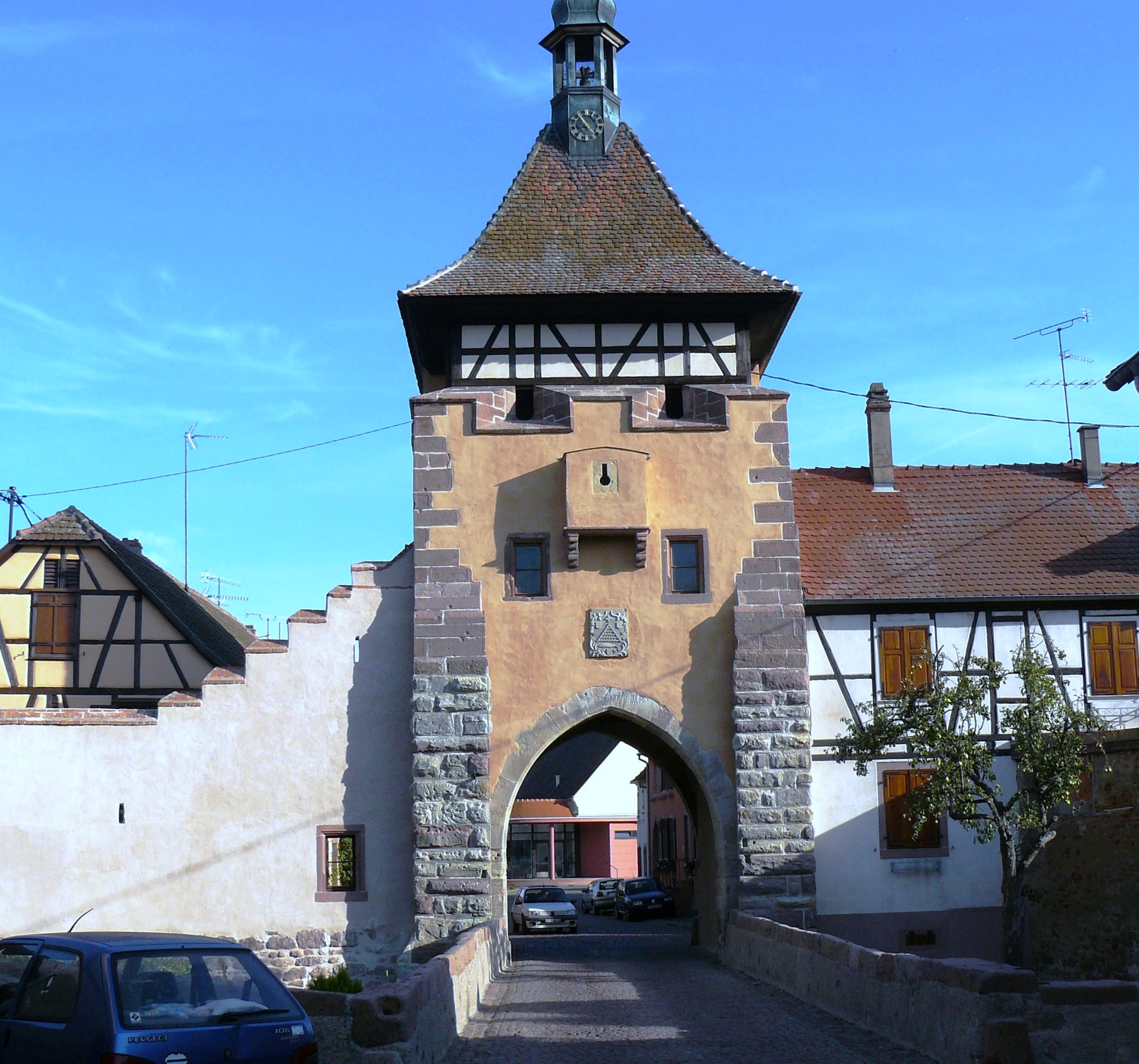
Obertor in Guémar (Feldseite)

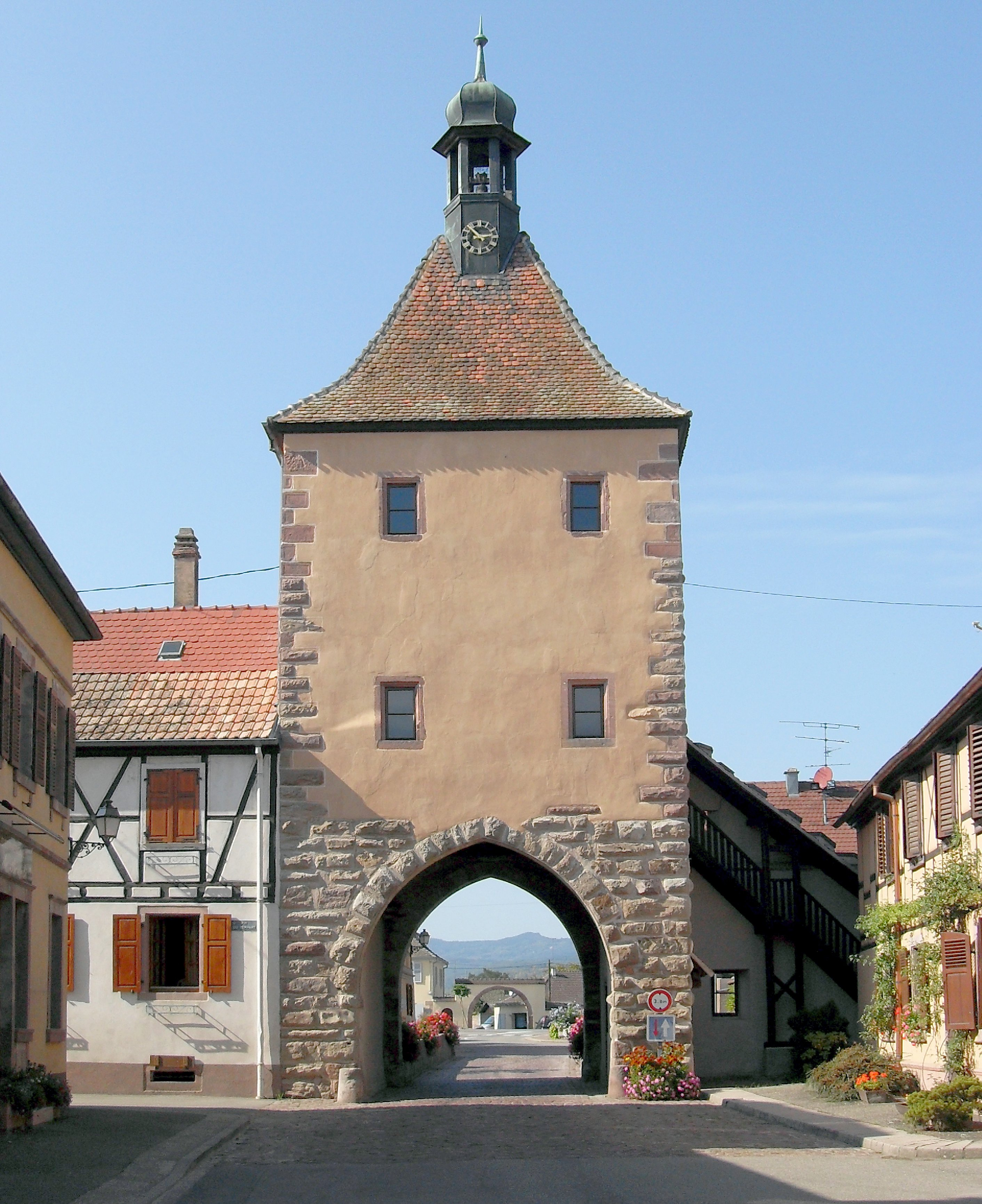
Stadtseite

Das Obertor (französisch Porte haute), auch als Bergheimer Tor bezeichnet, in Guémar, einer französischen Gemeinde im Département Haut-Rhin in der Region Grand Est (bis 2015 Elsass), wurde in der ersten Hälfte des 14. Jahrhunderts errichtet und im 16. Jahrhundert erhöht. Das Stadttor an der Rue du Maréchal Lefèbvre steht seit 1932 als Monument historique auf der Liste der Baudenkmäler in Frankreich.
Das Tor aus Sandstein war ein Teil der mittelalterlichen Befestigung des Ortes, das zweite Tor wurde abgerissen. Man erreicht das Tor von der Feldseite durch eine Brücke über den ehemaligen Wassergraben. Der Unterbau des Tores stammt noch aus dem 14. Jahrhundert, die oberen Geschosse wurden mehrmals verändert.
Das Dach wurde im 19. Jahrhundert mit einem Dachreiter, der eine Glocke und eine Uhr besitzt, bekrönt. An der feldseitigen Fassade ist das Wappen der Gemeinde angebracht.